# 大仙公園
大仙公園（羅馬化：Daisen kōen），是位於日本大阪府堺市堺區的城市公園。該公園是被登錄為世界文化遺產的百舌鳥古墳群的一部分。

## 概述

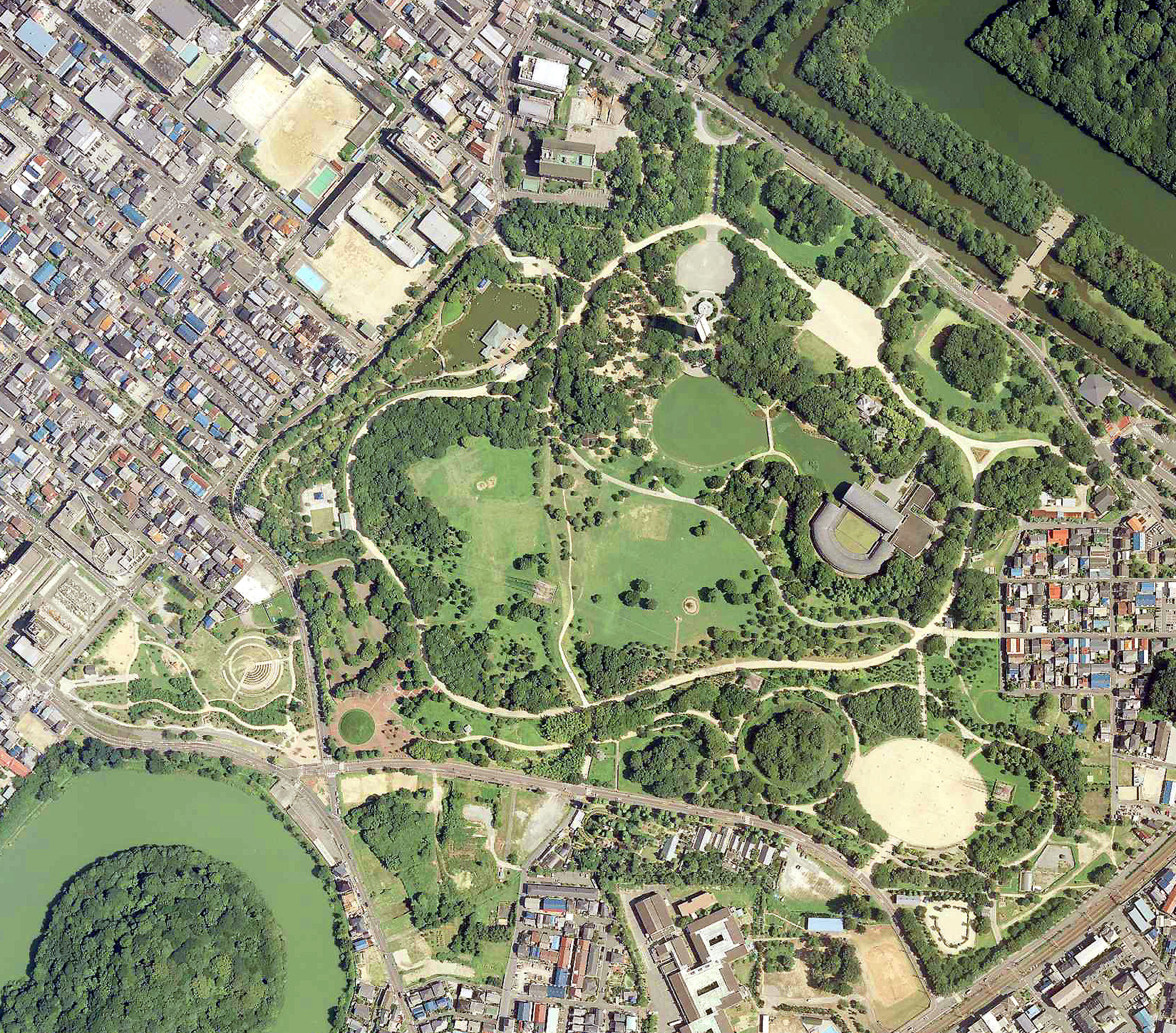
大仙公園俯瞰圖

大仙公園原本是舊區近郊城區，在第二次世界大戰中被炮火摧毀。其於1945年（昭和22年），該處被納入戰後重建計劃。從從1968年（昭和38年）起，該處開始發展，這片曾經的郊區如今已完全市街化。該公園在堺市當局和市民的支持下，陸續植樹，建立堺市博物館、堺市立中央圖書館、茶室、都市綠化中心和日本庭園等設施，使其成為堺市的象徵。
堺市是這片廣達81公頃的公園管理者。該公園介於大仙陵古墳（仁德天皇陵）和上石津御陵古墳（履中天皇陵）之間，還擁有眾多散落其中的小型古墳。
該公園有茶室「伸庵」和「黄梅庵」提供茶飲，其曾經有一座自行車博物館，但該館已於2022年春季搬遷並更名為禧瑪諾自行車博物館。
園內擁有大約400棵品種豐富的櫻花樹，每到春季，這裡就會變成賞櫻家庭的熱門去處。該公園在1989年（平成元年）被譽為「日本都市公園百選」和「大阪綠色百選」，並在2014（平成26年）年登上「日本歷史公園百選」的榜單。

## 歷史

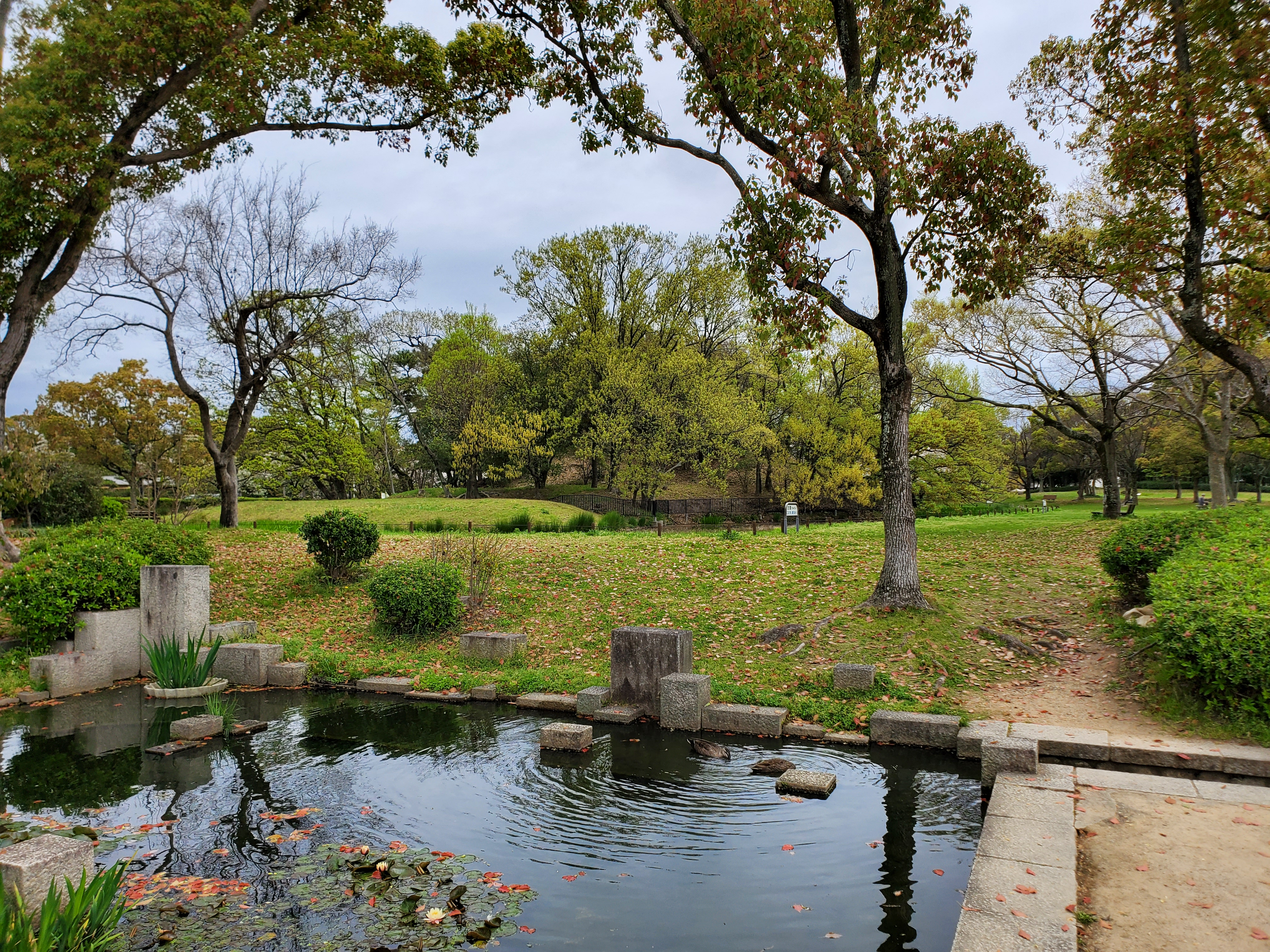
公園一角

早在寬永6年（1629年），現為大仙公園的南部就由江戶幕府代官高西夕雲和當地的商人木地屋庄右衛門共同開墾。這片新田最初被命名為萬代新田，但隨著時間的流逝，人們開始稱它為夕雲開。
到了1925年（大正14年），大阪府立農學校（即後來的大阪府立大學）從大阪市東成區的岡之町搬遷到該處，這片土地轉變成學校的農業試驗場，這也是現在大阪女子大學所在地的前身。
大仙公園的建設計劃最初於1947年（昭和22年）由大阪府提出，但實際動工卻一再延後，直到大阪府立大學農學部於1967年（昭和42年）遷至中百舌鳥後的隔年才開始。不久後的1971年（昭和46年），中央圖書館遷入公園，並建立了象徵和平的和平塔和禮拜堂。到了1980年（昭和55年），為慶祝堺市實施市制90週年，堺市博物館也隆重開幕。
1986年（昭和62年）5月11日，該公園舉辦盛大的第37屆全國植樹節，昭和天皇也參與植樹儀式。1989年（平成元年），為了紀念堺市實施市制100週年和日荷修好380週年，該處舉辦盛大的「荷蘭節」。而在2000年（平成12年），大仙公園成為了「世界民族藝能祭」的會場。

## 設施

### 日本庭園
大仙公園的日本庭園為紀念堺市建市100週年而建造的，庭園由中根金作設計，其採用築山林泉回游式庭園，由傳統造園技法修築，總面積2.6公頃。其分為多處區域，建築物仿照15世紀富人的聚會場所。其大池廣闊，中根以海外貿易為靈感，池岸模仿中國大陸。園內栽有大約70株梅樹，亦有出售抹茶和糕點。
原本，日本庭園與公園的其他設施被一條公路隔開，但隨著新道路的建成和與堺市立大仙小學之間的道路改道，這條公路被轉變為步行道，從而消除分隔，使得庭園與周邊公園設施融為一體。

### 和平塔

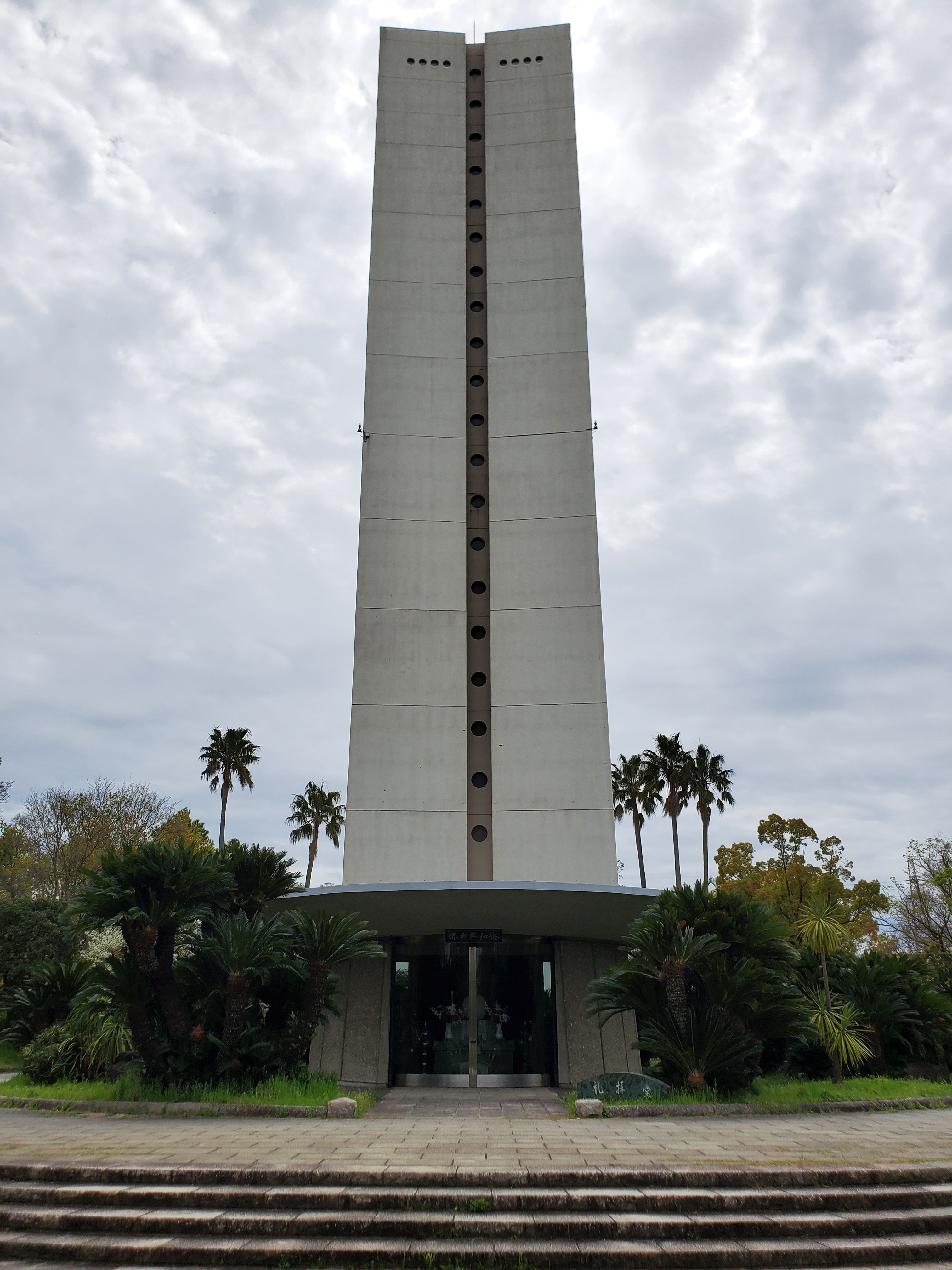
堺市和平塔

大仙公園的和平塔是一座高60米的塔，於1971年（昭和46年）耗資1億日元建成。該塔旨在紀念堺市的戰亡者，包括在堺大空襲中喪生的人們。其地面是直徑7米的圓形禮拜堂，雖然塔的內部不對外開放，僅在每年8月15日向開放予公眾獻花，但塔內設有樓梯，可以攀登至頂部。

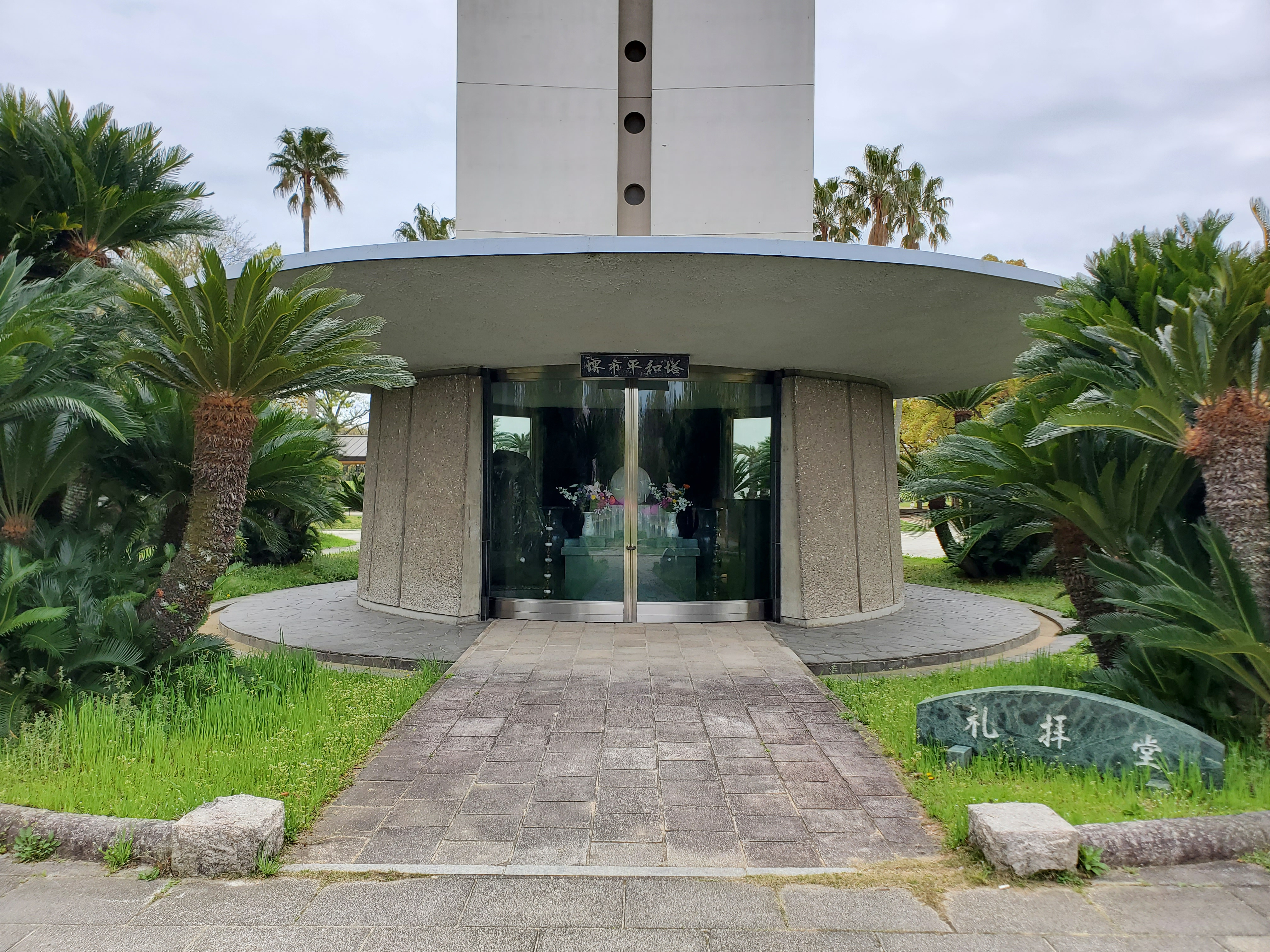
和平塔禮拜堂
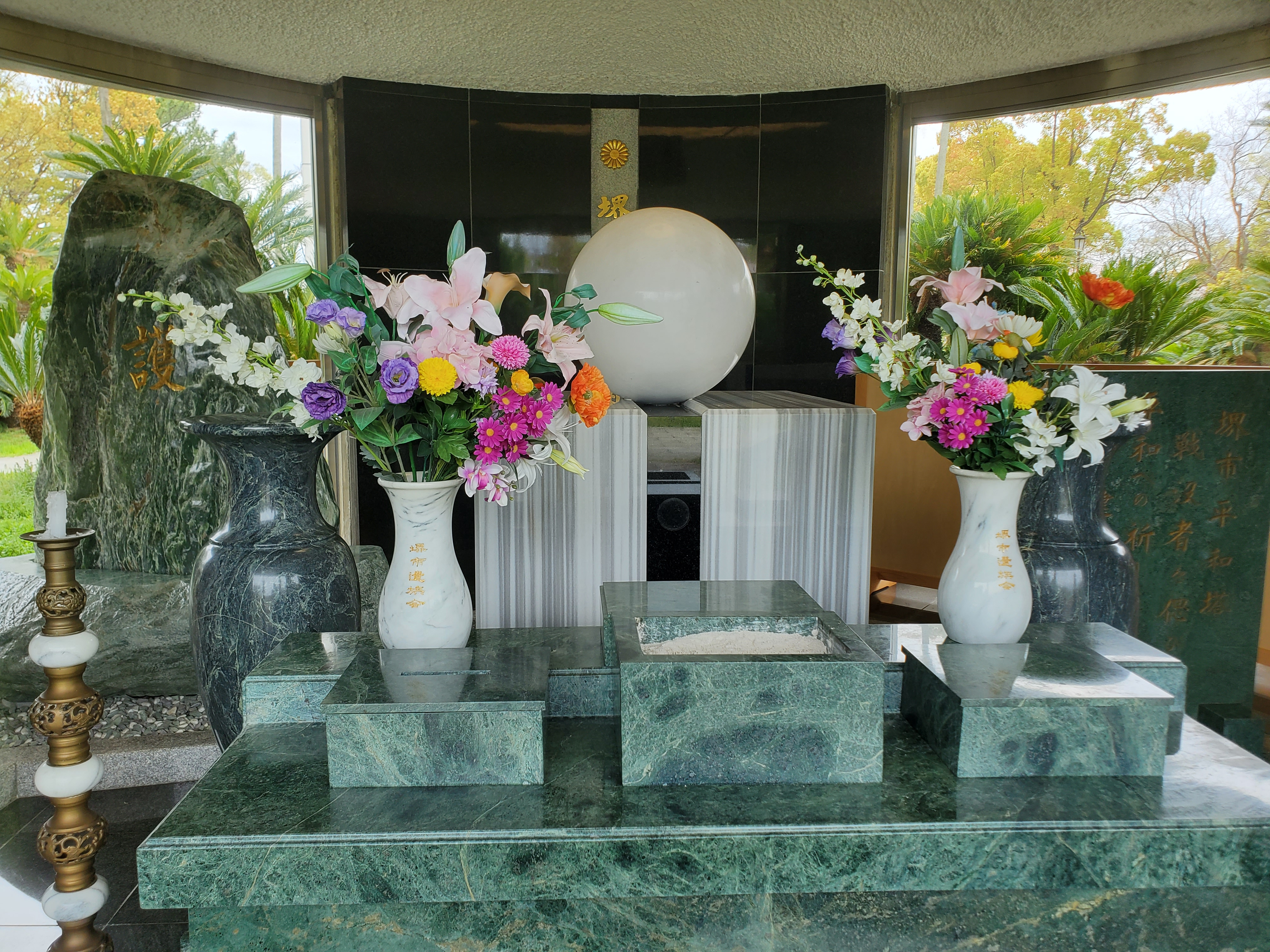
禮拜堂內部（正面）
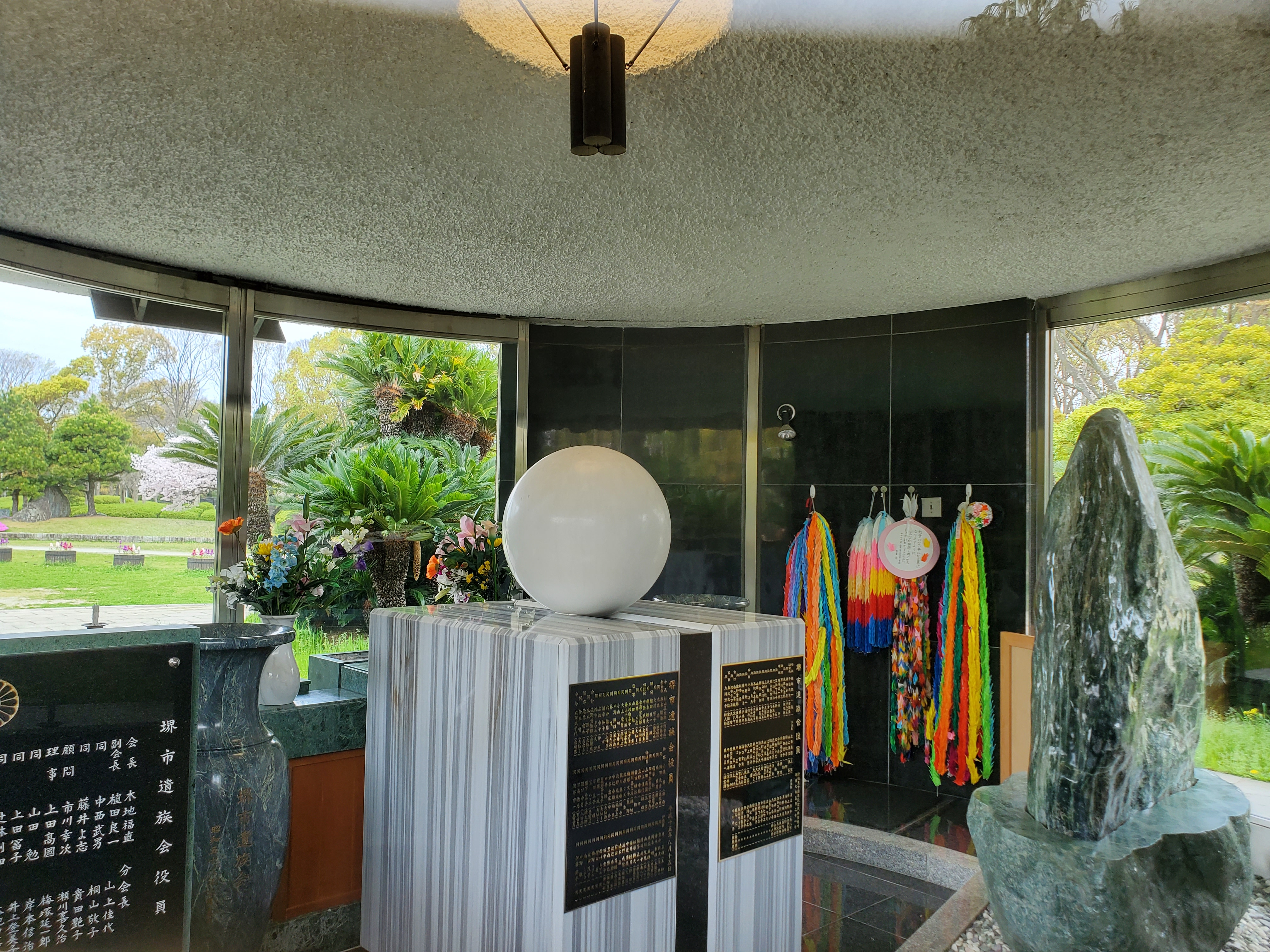
禮拜堂內部（背面）

### 仲庵

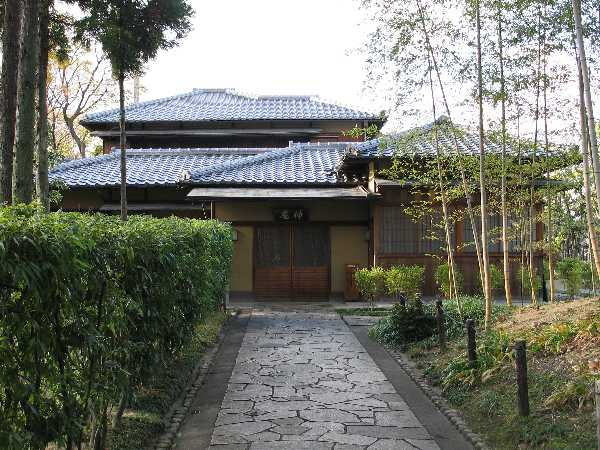
伸庵

仲庵由名匠仰木魯堂於1929年（昭和4年）建造，他保留許多明治至昭和的時期茶室的傳統。該茶室原本位於東京的芝公園，後來被足袋製造企業福助捐贈，於1980年（昭和55年）移築到現在的地點。這座茶室被列為國家登錄有形文化財。在玄關旁邊設有立禮席，這是在移築時新增的，一般人也可以在這裡品茶。此外，2007年（平成19年）的將棋龍王戰第一局也在這裡舉行。

### 黃梅庵

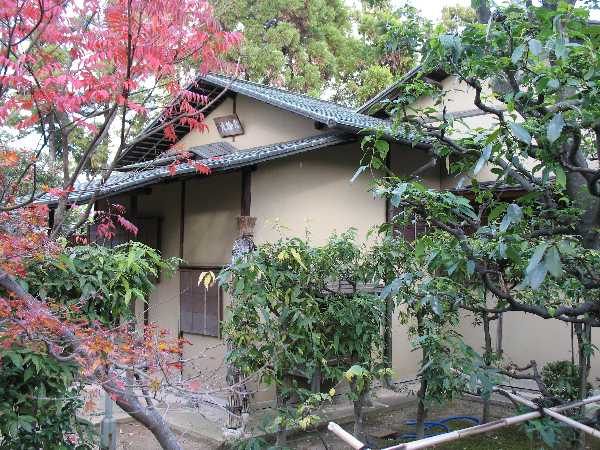
黃梅庵

黃梅庵最初位於堺市商人兼茶人今井宗久的領地。近代茶人松永安左工門（別名耳庵）被譽為「電力之鬼」，在明治至昭和時期致力於日本的電力開發。戰後，他在小田原的別邸內重新建造這座茶室，並以黃梅時節命名為黃梅庵。現在這座茶室已經移築到目前的位置，並由耳庵的遺族捐贈至公園。雖然該茶室通常不對外開放，但它被列為國家登錄有形文化財。

## 外部鏈結
- 官方网站 （日語）